# Храм черепів
«Храм черепів» — кінофільм режисера Марка Аткінса, що вийшов на екрани в 2009 році.

## Зміст
Алан Квотермейн — відомий шукач скарбів і любитель стародавніх легенд. До його рук потрапляє карта, на якій вказано місце розташування легендарного Храму Черепів — святилища, що приховує від сторонніх очей неймовірні скарби, які, проте, надійно захищені древнім прокляттям. Та сучасних мисливців за наживою не зупиняють стародавні казки і назустріч незвіданому вирушає добре підготовлена експедиція.

## Ролі
| Актор              | Роль |
| ------------------ | ---- |
| Шон Майкл          | -    |
| Крістофер Адамсон  | -    |
| Наталі Стоун       | -    |
| Деніел Бонжур      | -    |
| Уіттл Джордан      | -    |
| Нік Еверхарт       | -    |
| Томас Факуда       | -    |
| Мзуза              | -    |
| Фівайінкосі Гумеде | -    |
| Мдудуз Нксумало    | -    |

## Знімальна група
- Режисер — Марк Аткінс
- Сценарист — Девід Майкл Летт, Г. Райдер Хаггард, Меттью Елсон Торнбері
- Продюсер — Девід Майкл Летт, Пол Бейлс, Нік Еверхарт
- Композитор — Кейс Ал-Атракчі